# Дрімлюга андаманський
Дрімлюга андаманський (Caprimulgus andamanicus) — вид дрімлюгоподібних птахів родини дрімлюгових (Caprimulgidae). Ендемік Індії. Раніше вважався підвидом великохвостого дрімлюги.

## Опис
Довжина птаха становить 24-26 см. Порівняно з великохвостим дрімлюгою, андаманський дрімлюга має менші розміри і пропорційно коротший хвіст. Крім того, спина у андаманського дрімлюги чорнувата, а не іржасто-коричнева, середина живота чорнувата, а не іржасто-охриста, а також більш смугаста. Білі плями на крилах менші. Вокалізація також відрізняється — швидка, доволі тиха серія коротких криків "тюк".

## Поширення і екологія
Андамаські дрімлюги є ендеміками Андаманських островів, можливо, зустрічаються також на острові Наркондам. Вони живуть в тропічних лісах, а також на відкритих рівнинах, де ростуть поодинокі дерева.